# Leonora Milà i Romeu

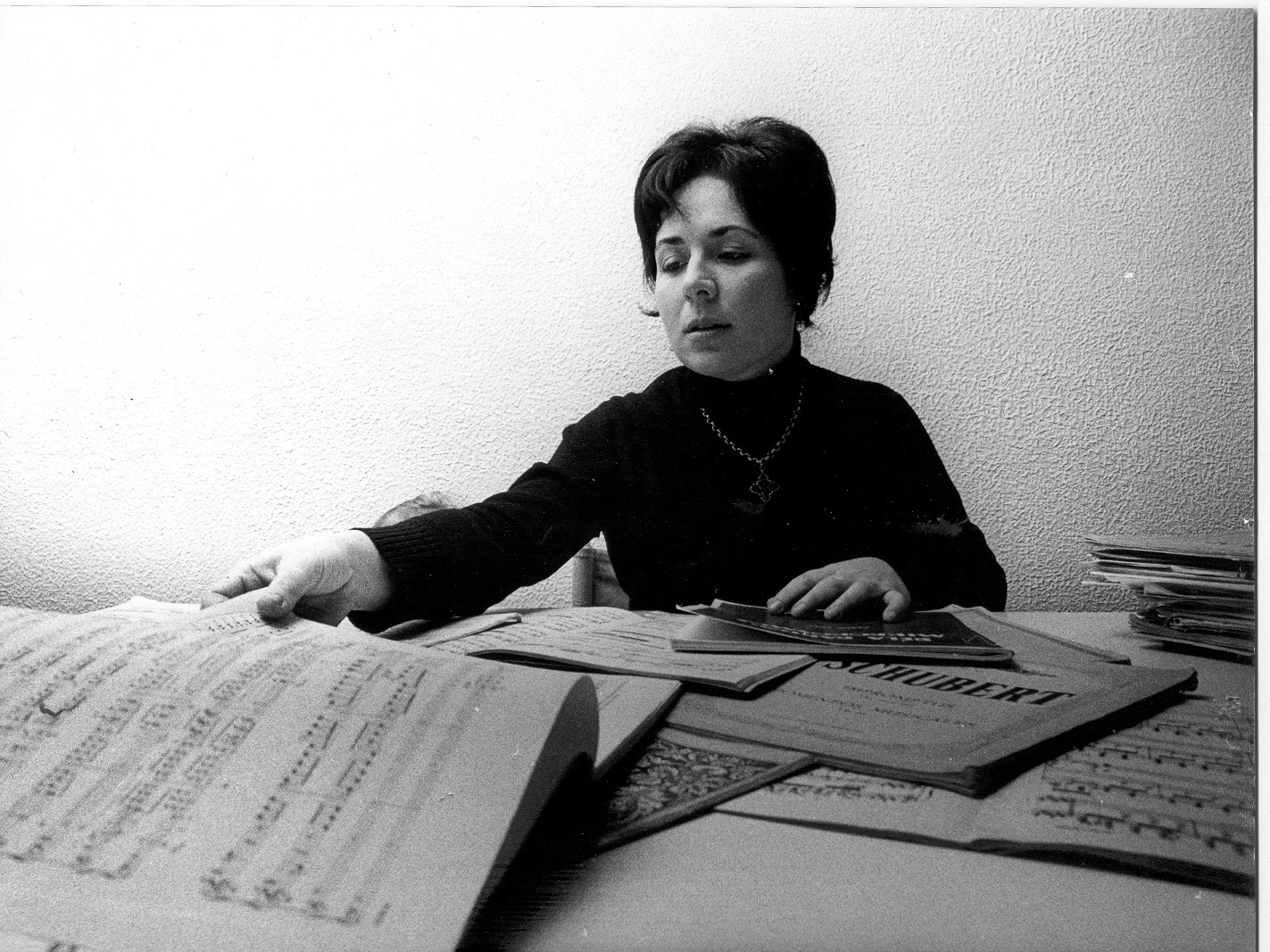
Leonora Milà bei der Sichtung von Partituren (2013)

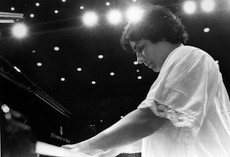
Leonora Milà bei einem Konzert in Hongkong (2008)

Leonora Milà i Romeu (* 13. März 1942 in Vilanova i la Geltrú) ist eine katalanische Komponistin und klassische Pianistin, die in der Tradition der Katalanischen Pianistenschule steht.

## Leben und Werk
Leonora Milà wurde in eine musikalische Familie hinein geboren. Ihr Vater Josep Milà war Geiger im Pau-Casals-Orchester und dem Orchester des Gran Lliceu von Barcelona. Leonora Milà selbst war Schülerin von Maria Canals an der Acadèmia Ars Nova. Sie stand somit in der Tradition der Klavierschule von Ricard Viñes. Ihre frühe Reife zeigte sich in der Tatsache, dass sie 1949 im Alter von sieben Jahren ein Mozart-Konzert und sechs ihrer eigenen Kompositionen im Palau de la Música aufgeführt hat. Mit 13 Jahren gab sie als Solistin zusammen mit dem London Philharmonic Orchestra ein Konzert mit Stücken von Enric Granados und Manuel de Falla in der Royal Albert Hall, das von der BBC im Rundfunk übertragen wurde. 1966 gewann sie den Internationalen Maria Canals Wettbewerb.
Als Komponistin hat Leonora Milà nahezu einhundert musikalische Stücke geschrieben. Ihr Werk umfasst Stücke für Piano solo, Piano und Stimme, Kammermusik, sinfonische Musik sowie Oper und Ballett. All ihre Kompositionen zeichnen sich aus durch eine „brillante Sprache mit großer kommunikativer Kraft, die der Avantgarde fremd ist und von einem festen melodischen Sinn und einer pulsierenden rhythmischen Kraft geleitet wird“.
Sie hat über 30 Tonträgeraufnahmen mit Werken von Bach, Schumann, Debussy, Ravel, Falla, Albéniz, Granados und Turina und mit ihren eigenen Kompositionen veröffentlicht.
Milà ist Mitglied der Gesellschaft Katalanischer Komponisten (Associació Catalana de Compositors). Im Jahr 2005 erhielt sie den katalanischen Kulturpreis. 2018 erhielt sie für besondere Leistungen im Bereich der Kultur das Sant-Jordi-Kreuz.

## Werke von Leonora Milà
- Oper Woyzeck und Marie (1990)
- Ballett Tirant lo Blanc (1990)
- Vier Konzerte für Klavier und Orchester (1974, 1978, 1999, davon zwei Konzerte für die linke Hand)
- Epigramme zu Gedichten von Goethe (1993, Sammlung)
- Piano Solo Rondó Brillant (1975)
- Piano Solo Bilder vom Hofe des Grafen Berenguer IV. von Katalonien (1978)
- Nocturne (1978)
- Havaneres (1987–1992, Sammlung, mehrere Bände)
- Tres Cançons für Klavier und Gesang zu Texten von Rossend Llates und Joan Maragall
- Ballet La fugida del pintor Lee (2001)
- Ballet Drame à trois (2000)